# 卡齐米日 (克拉科夫)

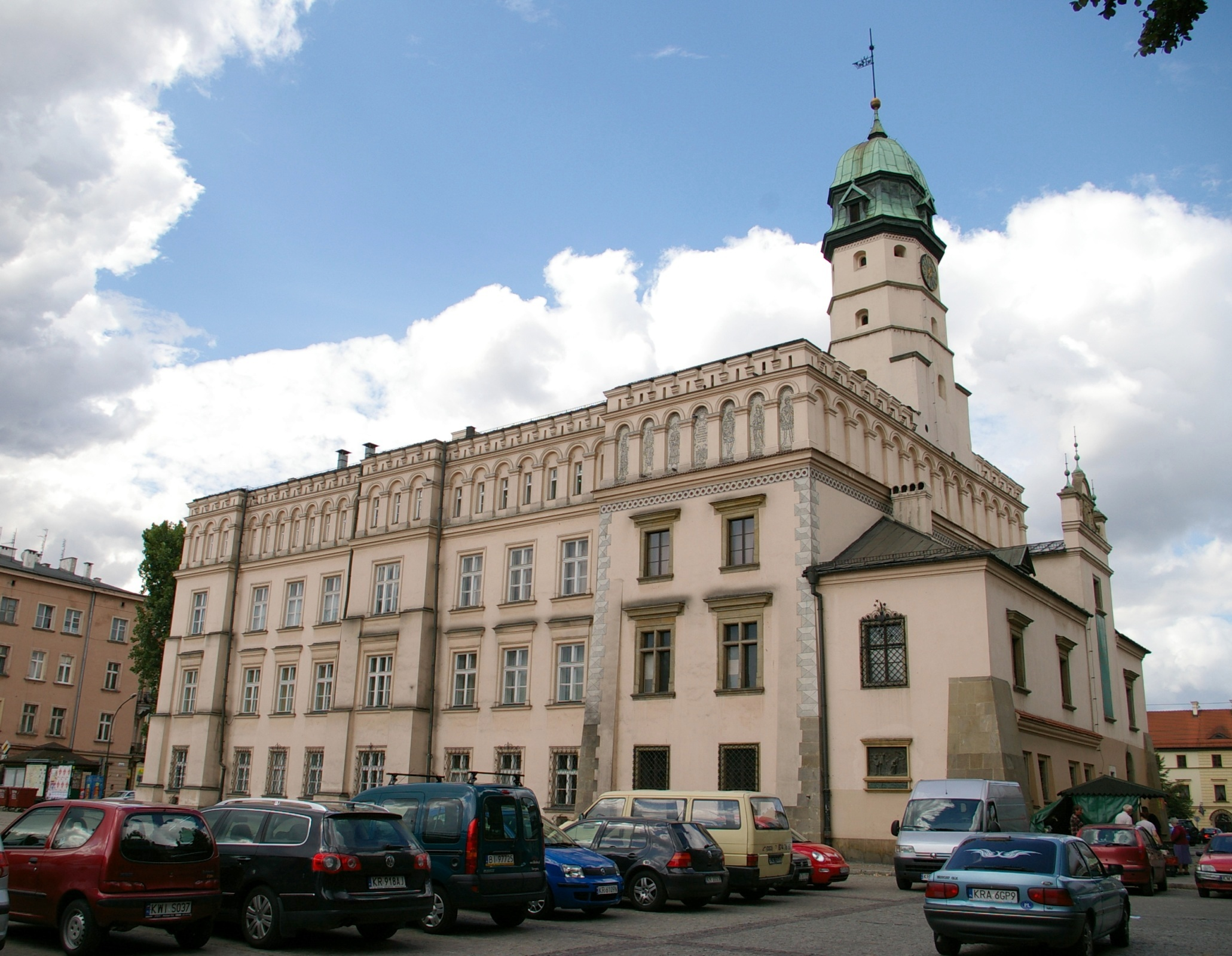
15世纪市政厅

卡齐米日（Kazimierz）是波兰城市克拉科夫的一个历史街区，从14世纪到第二次世界大战以犹太社区著称。

## 景点

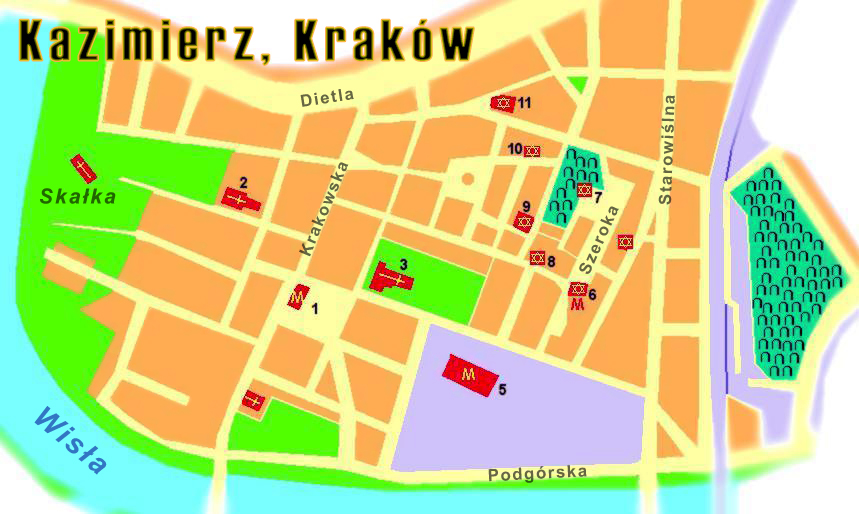
地图

### 基督徒区
1. 市集广场和市政厅

### 犹太区
- 克拉科夫犹太社区活动中心
- 老犹太会堂，15世纪，现在是犹太历史博物馆

## 图片

### 犹太会堂

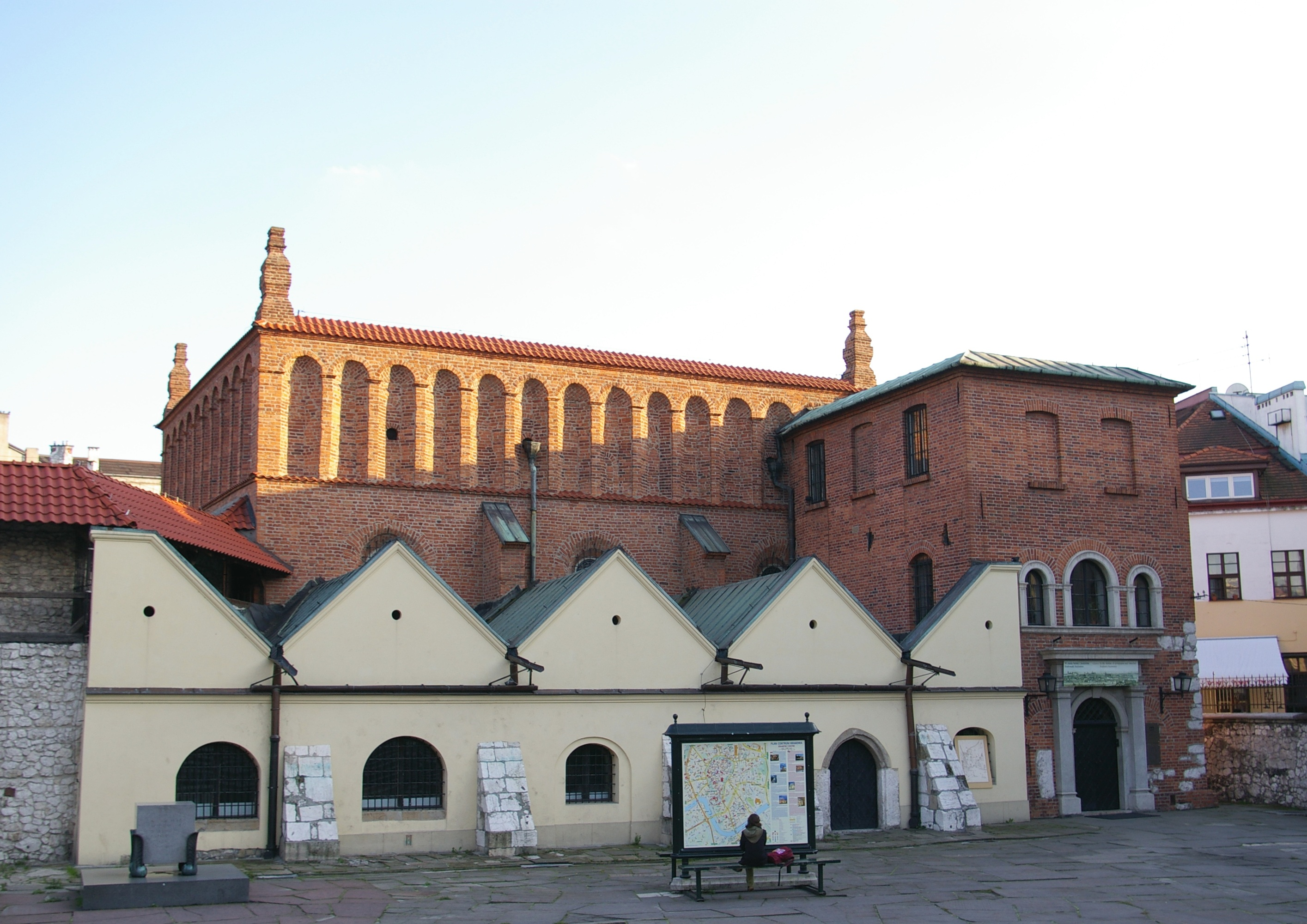
老犹太会堂
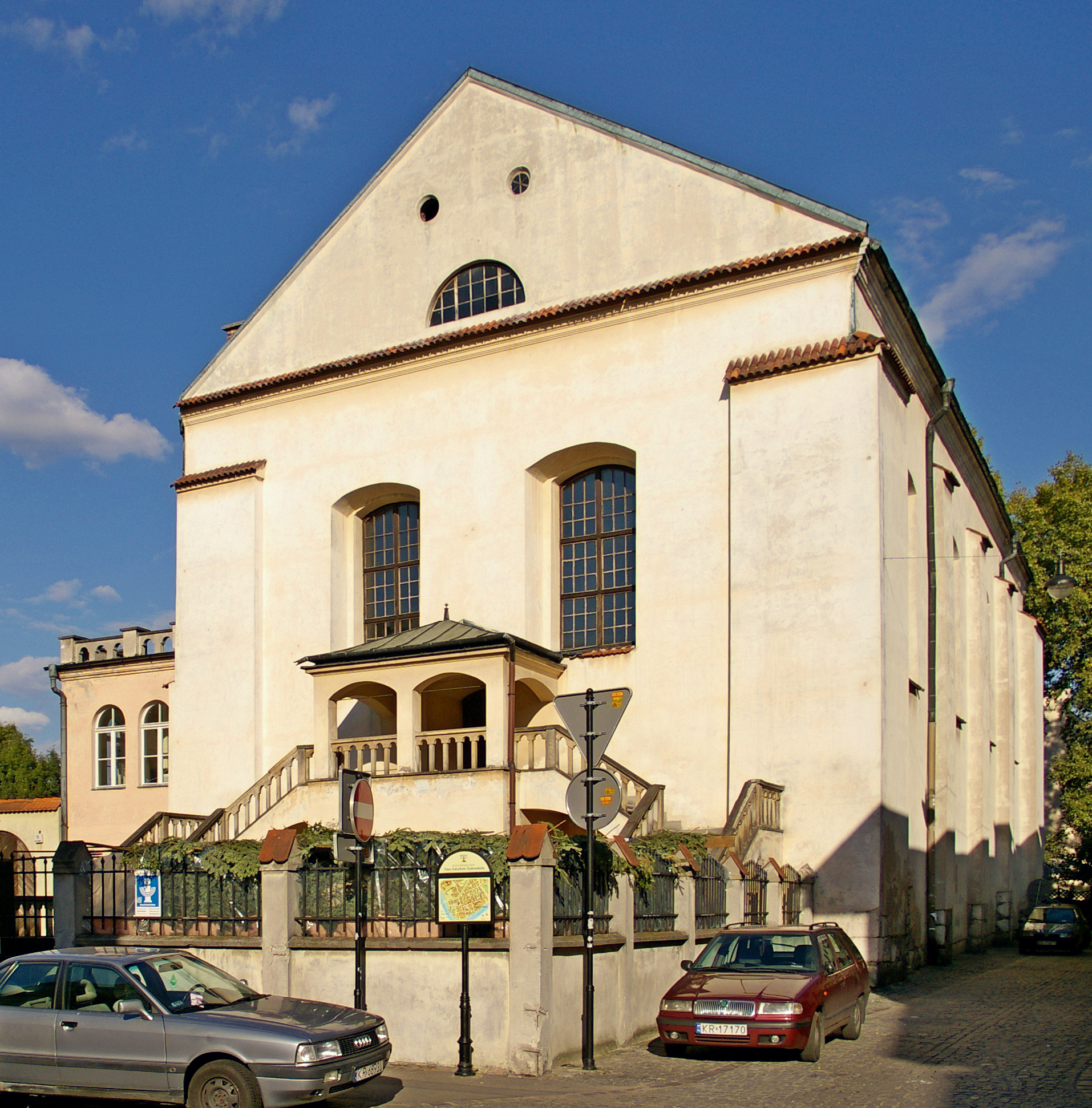
以撒会堂